# Anacanthobatis nanhaiensis
Anacanthobatis nanhaiensis — малоизученный вид хрящевых рыб рода нитерылых скатов одноимённого семейства отряда скатообразных. Обитают в северо-западной части Тихого океана. Встречаются на глубине до 500 м. Их крупные, уплощённые грудные плавники образуют диск с выступающим рылом, который оканчивается нитевидным выростом. Вид известен по единственной особи, назначенной голотипом.

## Таксономия
Впервые вид был научно описан в 1981 году как Springeria nanhaiensis. Видовой эпитет происходит от названия Южно-Китайского моря кит. 南海 (Nánhǎi). Возможно это синоним одного из описанных видов нитерылых скатов.

## Ареал
Эти глубоководные скаты обитают в Южно-Китайском море у берегов Гонконга. Встречаются на глубине от 474 до 500 м.

## Описание
Широкие и плоские грудные плавники этих скатов образуют округлый диск. Выступающее рыло переходит в нитевидный вырост. Кожа лишена чешуи. Спинные плавники отсутствуют. На вентральной стороне диска расположены 5 жаберных щелей, ноздри и рот. Тонкий хвост короче диска.

## Взаимодействие с человеком
Эти скаты не являются объектом целевого лова. Возможно, они попадаются в качестве прилова при глубоководном тралении.  Данных для оценки Международным союзом охраны природы охранного статуса  вида недостаточно.